# Усть-Кемь
Усть-Кемь — посёлок в Енисейском районе Красноярского края России. Административный центр Усть-Кемского сельсовета.

## Население
| 2010 |
| ---- |
| 1160 |

## География
Посёлок Усть-Кемь расположен на левом берегу реки Енисей, В 12 км от Енисейска, в 44 км от Лесосибирска, в 287 км от Красноярска. В посёлке семнадцать улиц: Енисейская, Заводская, Заречная, Земляничная, Калинина, Лазо, Лесная, Новая, Олега Кошевого, Пушкина, Речная, Садовая, Солнечная, Студенческая, Таёжная, Цветочная, Южная; и три переулка: Заводской, Лесной, Советский.

## Образование и культура
В посёлке средняя общеобразовательная школа № 10 и Дом культуры.
С 2011 года в посёлке Усть-Кемь проводится ежегодный фестиваль-праздник рыбаков и ухи «Енисейская уха».